# Мандри Гуллівера (мультфільм, 1939)
«Мандри Гуллівера» (англ. Gulliver's Travels) — американський повнометражний кольоровий мультфільм виробництва студії «Fleischer Studios», екранізація першої частини («Подорож до Ліліпутії») однойменного роману ірландського англомовного письменника Джонатана Свіфта. Прем'єра відбулась 22 грудня 1939 року.

## Сюжет
У результаті морського шторму корабельний лікар Лемюель Гуллівер потрапляє до країни ліліпутів. Мимоволі він вплутується у воєнний конфлікт країн Ліліпутії та Блефуску.

## У ролях
- Сем Паркер — Лемюель Гуллівер
- Пінто Колвіг — Ґеббі
- Джек Мерсер — король Ліліпутії, поштовий голуб, шпигуни короля Блефуску
- Тед Пірс — король Блефуску
- Лівонія Воррен — принцеса Глорі
- Кел Говард — принц Девід

## Цікаві факти
- На відміну від книги сюжет фільму було значно скорочено: відсутні танці на канаті, прогулянка Гуллівера по Ліліпутії, а також подорож до Блефуску. Крім того, у фільмі відсутні державний секретар Рельдрессель, адмірал Скайреш Болголам, скарбник Флімнап, генерал Лімток та генеральний прокурор Бельмаф. Натомість присутні персонажі яких не було у книзі: сторож Ґеббі, принц Девід і принцеса Глорі та блефускуанські шпигуни.
- Це десятий в історії мультиплікації повнометражний мультиплікаційний фільм і перший на території США недіснївського виробництва.
- Понад 700 художників малювали мультфільм вручну 18 місяців. Було використано 12 тонн фарби і 39000 олівців. Якщо розкласти розкадрування від листа до листа, то вийде стрічка довжиною у 27 миль.
- При виробництві була застосована нова і на той час найпрогресивніша технологія «rotoscoped» — метод, коли спочатку знімається живий актор (в даному випадку сам Гуллівер), а потім отримане зображення відкреслювалось мультиплікатором і при цьому створювалося дуже реалістично рухома картинка. Багато років цей метод мультиплікації активно використовувався у СРСР.